# Тенгризъм
Тенгризъм е древно вярване на тюркските, монголските, хунските народи, включително и прабългарите, преди мнозинството от тях да приемат известните световни религии. Все още активно се практикува в Якутия, Монголия, Казахстан, Киргизстан и др. паралелно с тибетския будизъм.
В него смисълът на живота се състои в съществуването в хармония с обкръжаващия свят. Тенгристите разглеждат съществуването си като поддържано от безкрайното Небе – Тенгри, Богинята Майка Умай, плодородната Земя/Вода - Ерсу и владетел Улген, който е считан за покровител на горния свят. Земята, Небето, духовете на природата и предците се грижат за всички нужди и защитават хората.
Мирозданието на Тенгризма (Тенгрианството) е, че светът е съставен от три нива или свята. Повелител на средния, на който живеем, е Богинята Майка Умай, долният свят е там където отиват духовете на починалите, за да чакат прераждането си с повелител Елериг, и горният свят на Улген. Световното дърво, Бой терек, по вертикалата свързва трите свята.
Шаманите (в прабългарския вариант колобъри) играят важна роля при възстановяването на баланса, когато той бива нарушен вследствие на бедствия или намесата на духове. Те в състояние на транс могат да пътуват по вертикалата на световното дърво, стълба между трите свята. Като такова се е считало старо вековно дърво сред горска поляна, предимно дъб или каменен менхир. Мястото, където се е извършвало свещенодействието, е наричано „капище“ или „оброчище“.
Тенгризмът включва шаманство, анимизъм, тотемизъм, култ към предците и определени елементи от китайската космология.
Тенгризмът е бил също така религия на прабългарите, хуните, евразийските авари и маджарите. Те пренасят тенгризма в Европа, като някои от тях продължават да го изповядват до късното средновековие. Тенгризмът традиционно се приема за основната прабългарска религия. Сред доказателствата за това е т. нар. колона от Мадара, чийто повреден надпис е разчетен като: Ому(ртаг от Бога) владетел беше (и направи жертвоприношения на бога) Тангра..., както и сборник на Германската академия на науките от 1866 г., в който се цитира османско-турски препис на средновековен арабски текст, който на свой ред се позовава на анонимен византийски сборник, където за върховен Бог на прабългарите е посочен Тангра. Османотурският ръкопис съдържа въпрос на византийски император Ираклий към бъдещия халиф Муавия: „Кои
са светите имена на славния Бог на всички езици?“. Халифът му ги изброява на 13 езика, като уточнява: „В езика на българите (Божието
име) е Тангра (bulghar dilinge tangry-dir)“. В България то е разпространено до края на IX век, когато християнството е утвърдено от княз Борис-Михаил.
В България през последните години се наблюдава повишен интерес към Тенгрианството. В основата на това е Движение „Войни на Тангра“, основано през 2004 г. от починалия дисидент Ангел Грънчаров – Елтимир.